# Austrotritia herenessica
Austrotritia herenessica är en kvalsterart som först beskrevs av Pérez-Íñigo 1986.  Austrotritia herenessica ingår i släktet Austrotritia och familjen Oribotritiidae. Inga underarter finns listade.